# Jongeren Organisatie Vrijheid en Democratie
Jongeren Organisatie Vrijheid en Democratie, (nederländska för:Ungdomsorganisationen Frihet och Demokrati) förkortat JOVD är ett liberalt ungdomsförbund i Nederländerna. Förbundet grundades 1949 som oberoende ungdomsförbund, vilket gör det till Nederländernas äldsta politiska ungdomsförbund. Förbundets totala oberoende upphörde 2000 då Folkpartiet för frihet och demokrati blev dess moderparti, men de åtnjuter fortfarande stort självstyre.
Bland förbundets tidigare medlemmar kan bland annat Nederländernas nuvarande premiärminister Mark Rutte nämnas. Nuvarande ledare, med titeln president, är Christiaan Kwint.
Förbundet är fullvärdig medlem av de internationella paraplyorganisationerna International Federation of Liberal Youth (IFLRY) och Liberal Youth Movement of the European Community (LYMEC)